# Jugoslávská hokejová reprezentace

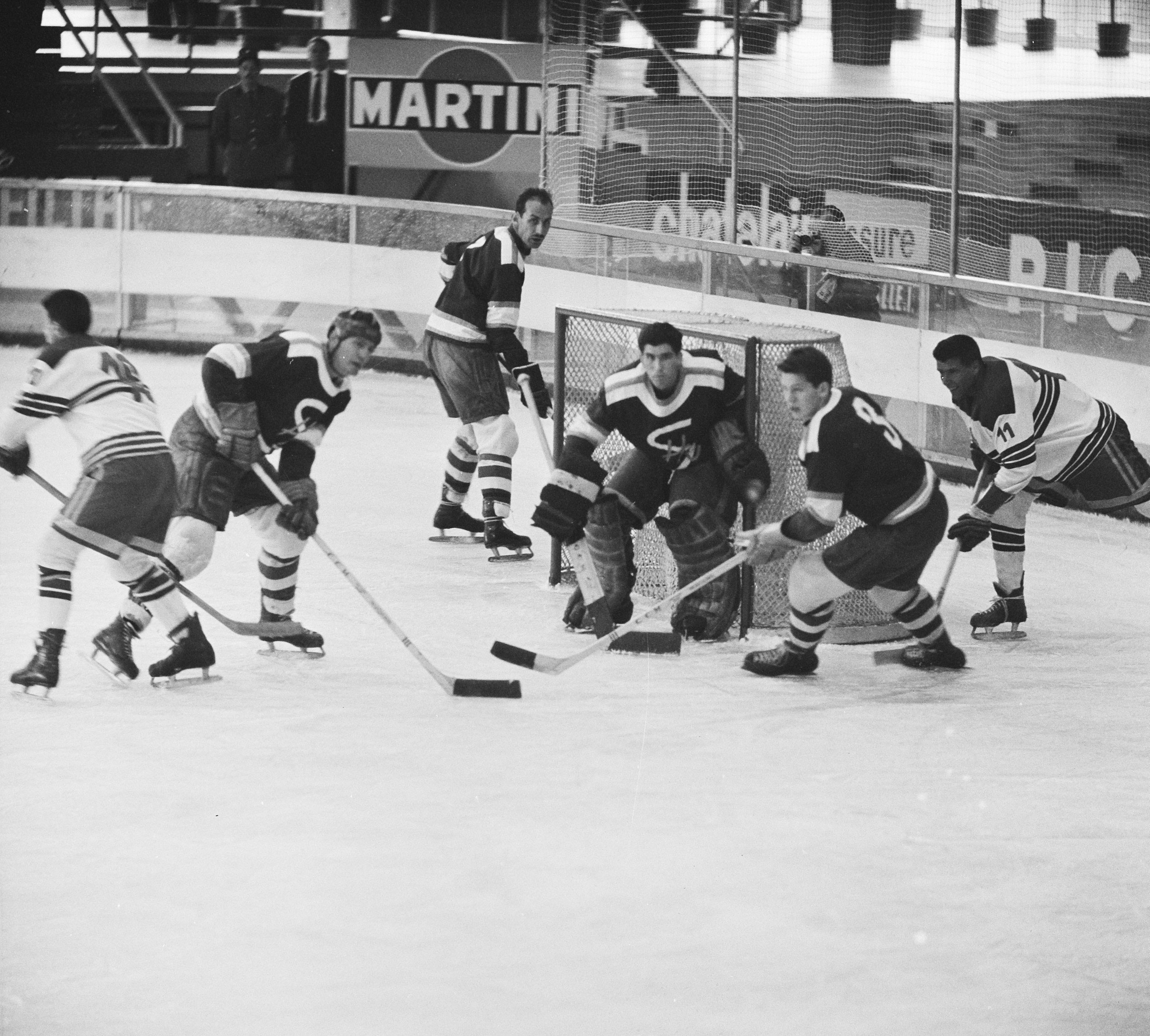
Fotografie ze zápasu Nizozemsko–Jugoslávie na MS 1961

Jugoslávská hokejová reprezentace byla od roku 1934 do roku 1991 národním hokejovým mužstvem Království Jugoslávie, Demokratické federativní Jugoslávie, Federativní lidové republiky Jugoslávie a Socialistické federativní republiky Jugoslávie. Její nástupkyní se roku 1992 stala hokejová reprezentace Srbska a Černé Hory, národní hokejové mužstvo Svazové republiky Jugoslávie.
Jugoslávští hokejisté se zúčastnili 30 MS (z toho v A-skupině 1939 bez vítězství, nejčastěji v B-skupině, v C-skupině 1961, 1979, 1982, 1985, 1987, 1989, 1990) a 5 ZOH (1964, 1968, 1972, 1976, 1984).